# Bremen
Bremen (în germană Stadtgemeinde Bremen precum și Freie und Hansestadt Bremen) este un oraș din nord-vestul Germaniei, reședința landului Bremen. Orașul Bremen are un port major pe Râul Weser. Bremen se situează la 60 km la sud de gura de vărsare a râului Weser în Marea Nordului. Împreună cu Bremerhaven (port la Marea Nordului), orașul Bremen formează Landul Bremen. Nume oficial Freie Hansestadt Bremen evocă apartenența orașului la Liga Hanseatică de la sfârșitul evului mediu.

## Clima
Bremen are o climă oceanică, care este puternic influențată de apropierea orașului de coastă și de masele de aer marine originare din Oceanul Atlantic.
Cele mai călduroase luni din Bremen sunt iunie, iulie și august, cu temperaturi maxime între 20,2 și 22,6 °C. Cele mai reci luni sunt decembrie, ianuarie și februarie, cu temperaturi minime de -1,1 până la 0,3 °C.
Recordul pentru cea mai ridicată temperatură a fost de 37,6 °C, pe 9 august 1992, iar cea mai scăzută temperatură a fost -23,6 °C pe 13 februarie 1940 
| Date climatice pentru Bremen          | Date climatice pentru Bremen | Date climatice pentru Bremen | Date climatice pentru Bremen | Date climatice pentru Bremen | Date climatice pentru Bremen | Date climatice pentru Bremen | Date climatice pentru Bremen | Date climatice pentru Bremen | Date climatice pentru Bremen | Date climatice pentru Bremen | Date climatice pentru Bremen | Date climatice pentru Bremen | Date climatice pentru Bremen |
| Luna                                  | Ian                          | Feb                          | Mar                          | Apr                          | Mai                          | Iun                          | Iul                          | Aug                          | Sep                          | Oct                          | Nov                          | Dec                          | Anual                        |
| ------------------------------------- | ---------------------------- | ---------------------------- | ---------------------------- | ---------------------------- | ---------------------------- | ---------------------------- | ---------------------------- | ---------------------------- | ---------------------------- | ---------------------------- | ---------------------------- | ---------------------------- | ---------------------------- |
| Maxima medie °C (°F)                  | 3.9 (39)                     | 4.8 (40,6)                   | 8.7 (47,7)                   | 12.8 (55)                    | 18.0 (64,4)                  | 20.2 (68,4)                  | 22.4 (72,3)                  | 22.6 (72,7)                  | 18.4 (65,1)                  | 13.5 (56,3)                  | 8.0 (46,4)                   | 5.1 (41,2)                   | 13,2 (55,8)                  |
| Media zilnică °C (°F)                 | 1.4 (34,5)                   | 1.9 (35,4)                   | 5.0 (41)                     | 8.1 (46,6)                   | 12.7 (54,9)                  | 15.3 (59,5)                  | 17.4 (63,3)                  | 17.4 (63,3)                  | 13.9 (57)                    | 9.7 (49,5)                   | 5.2 (41,4)                   | 2.7 (36,9)                   | 9,2 (48,6)                   |
| Minima medie °C (°F)                  | −1.1 (30)                    | −1.1 (30)                    | 1.3 (34,3)                   | 3.4 (38,1)                   | 7.4 (45,3)                   | 10.3 (50,5)                  | 12.4 (54,3)                  | 12.1 (53,8)                  | 9.3 (48,7)                   | 5.8 (42,4)                   | 2.3 (36,1)                   | 0.3 (32,5)                   | 5,2 (41,4)                   |
| Minima istorică °C (°F)               | −21.8 (−7.2)                 | −23.6 (−10.5)                | −18.7 (−1.7)                 | −7.6 (18,3)                  | −3.5 (25,7)                  | 0.5 (32,9)                   | 3.0 (37,4)                   | 3.4 (38,1)                   | −1.2 (29,8)                  | −7.8 (18)                    | −14.1 (6,6)                  | −17.5 (0,5)                  | −23,6 (−10,5)                |
| Ploaie mm (inches)                    | 55.1 (2.169)                 | 35.6 (1.402)                 | 51.2 (2.016)                 | 40.8 (1.606)                 | 54.2 (2.134)                 | 73.4 (2.89)                  | 65.0 (2.559)                 | 61.2 (2.409)                 | 60.1 (2.366)                 | 55.4 (2.181)                 | 57.7 (2.272)                 | 61.6 (2.425)                 | 671,3 (26,429)               |
| Umiditate [%]                         | 87                           | 84                           | 80                           | 75                           | 71                           | 73                           | 75                           | 75                           | 81                           | 84                           | 87                           | 88                           | 80                           |
| Nr. mediu de zile ploioase (≥ 1.0 mm) | 11.3                         | 8.6                          | 11.0                         | 9.0                          | 9.5                          | 11.1                         | 10.8                         | 10.1                         | 10.6                         | 10.5                         | 11.5                         | 12.0                         | 126                          |
| Ore însorite                          | 40.3                         | 70.0                         | 102.3                        | 153.0                        | 204.6                        | 204.0                        | 192.2                        | 192.2                        | 138.0                        | 99.2                         | 54.0                         | 37.2                         | 1.487                        |
| Sursă: DWD; wetterkontor.de;          |                              |                              |                              |                              |                              |                              |                              |                              |                              |                              |                              |                              |                              |

## Demografie
1350: 20,000

1810: 35.800

1830: 43.700

1850: 55.100

1880: 111.900

1900: 161.200

1925: 295.000

1969: 607.185

1995: 549.357

1998: 550.000

2001: 540.950

2005: 545.983

2006: 546.900

2009: 547.685
În 2009, Bremen avea o populație de 547.700 de locuitori, dintre care 137.000 (~25%) erau de origine/etnie non-germană.
| Poziție | Naționalitate                | Populație (2013) |
| ------- | ---------------------------- | ---------------- |
| 1       | Turcia                       | 21.535           |
| 2       | Polonia                      | 6.747            |
| 3       | Bulgaria                     | 2.917            |
| 4       | Serbia (inclusiv Muntenegru) | 2.774            |
| 5       | Rusia                        | 2.324            |
| 6       | Italia                       | 1.813            |
| 7       | Spania                       | 1.460            |
| 8       | Franța                       | 1.173            |
| 9       | Ucraina                      | 1.170            |
| 10      | România                      | 1.154            |

## Sport

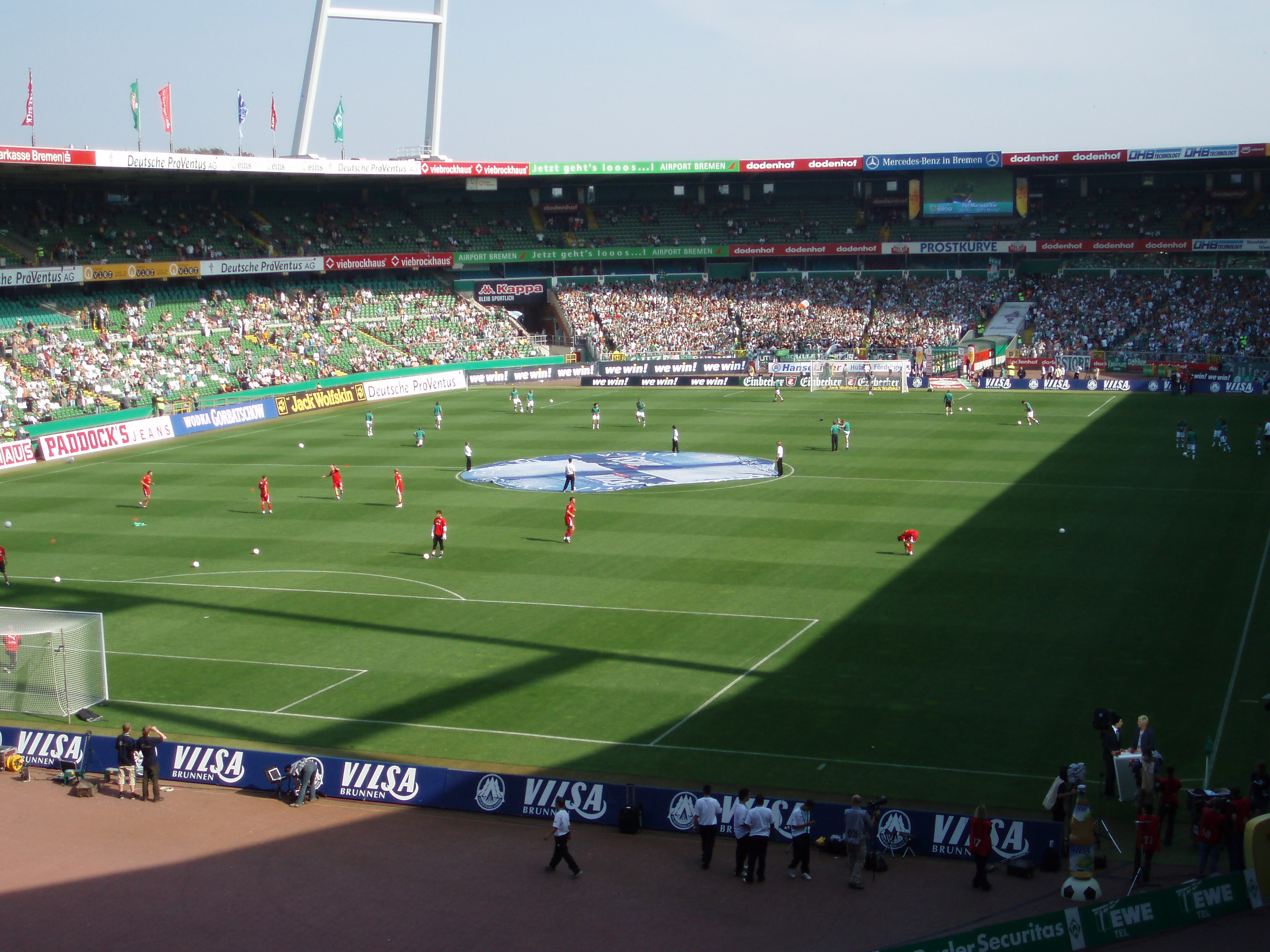
Weserstadion (stadon de fotbal)

Bremen este orașul natal al clubului de fotbal SV Werder Bremen, care în 2004 a câștigat al patrulea său titlu de Campioană a Germaniei la Fotbal și a cincea Cupă a Germaniei, SV Werder Bremen devenind astfel doar a patra echipă din istoria fotbalului german care reușește să câștige dubla. Werder, ulterior a mai câștigat Cupa Germaniei, cea de-a 6-a oară fiind în 2009. Doar Bayern München are la activ mai multe cupe câștigate. În meciul final din sezonul 2009–10, Werder Bremen s-a duelat cu Bayern München, dar a fost înfrântă. Stadionul de casă al lui SV Werder Bremen este Weserstadion, un stadion destinat exclusiv fotbalului, aproape în întregime acoperit de panouri solare. Acesta este unul din cele mai mari clădiri din Europa alimentat cu energie alternativă.

## Relații internaționale

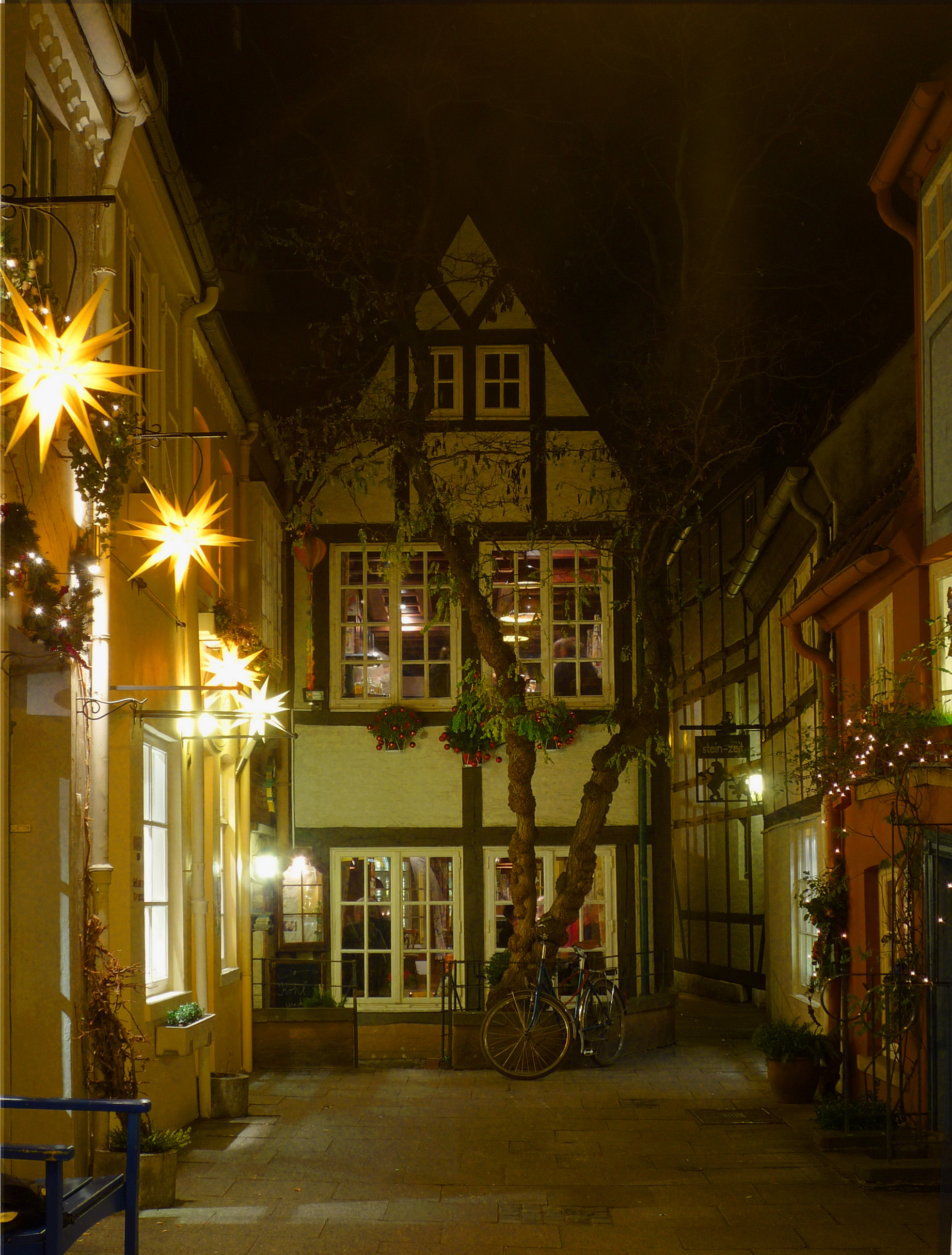
Schnoor 36 / Wüstestätte 6

Bremen este înfrățit cu:
- Gdańsk, Polonia,[7][8] din 1976
- Riga,[7][9] Letonia, din 1985
- Dalian,[7] China, din 1985
- Rostock,[7] Germania, din 1987
- Haifa,[7] Israel, din 1988
- Bratislava,[7][10] Slovacia, din 1989
- Corinto,[7] Nicaragua, din 1989
- Lukavac,[7] Bosnia și Herțegovina, din 1994
- İzmir,[7] Turcia, din 1995
- Durban,[7][11] Africa de Sud
- Pune,[7][12][13][14] India
- Maracaibo,[7] Venezuela
- Dudley,[7][15] Regatul Unit

^1Atunci parte a Germaniei de Est

## Galerie

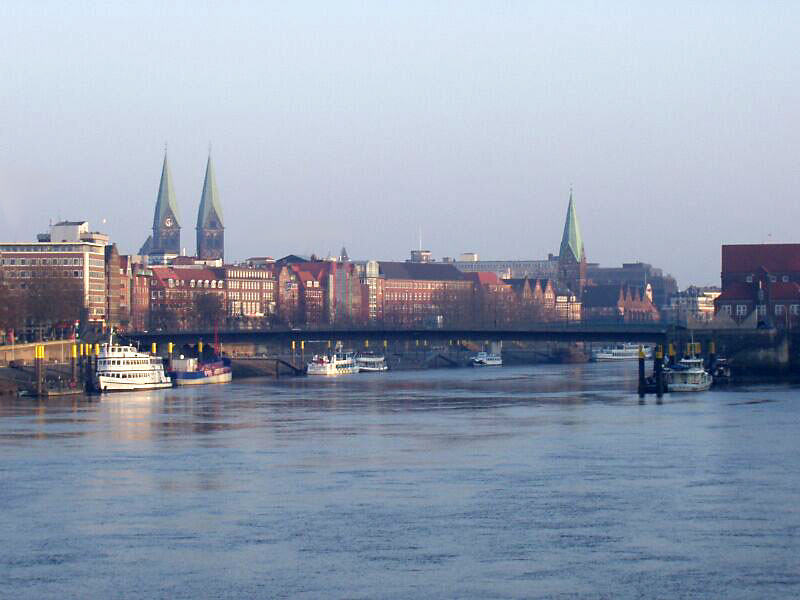
Priveliștea de la podul Stephani către Catedrală
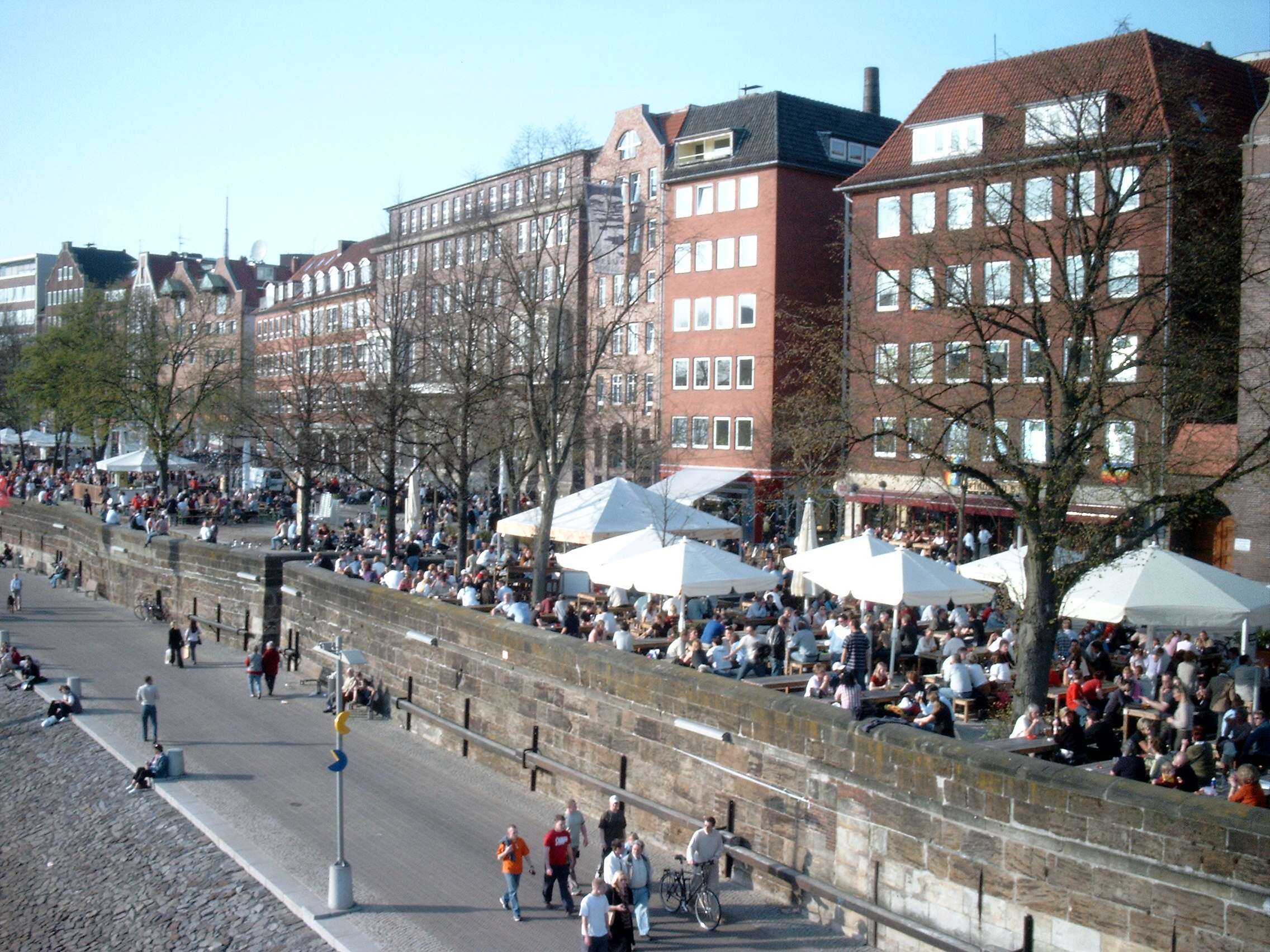
Schlachte
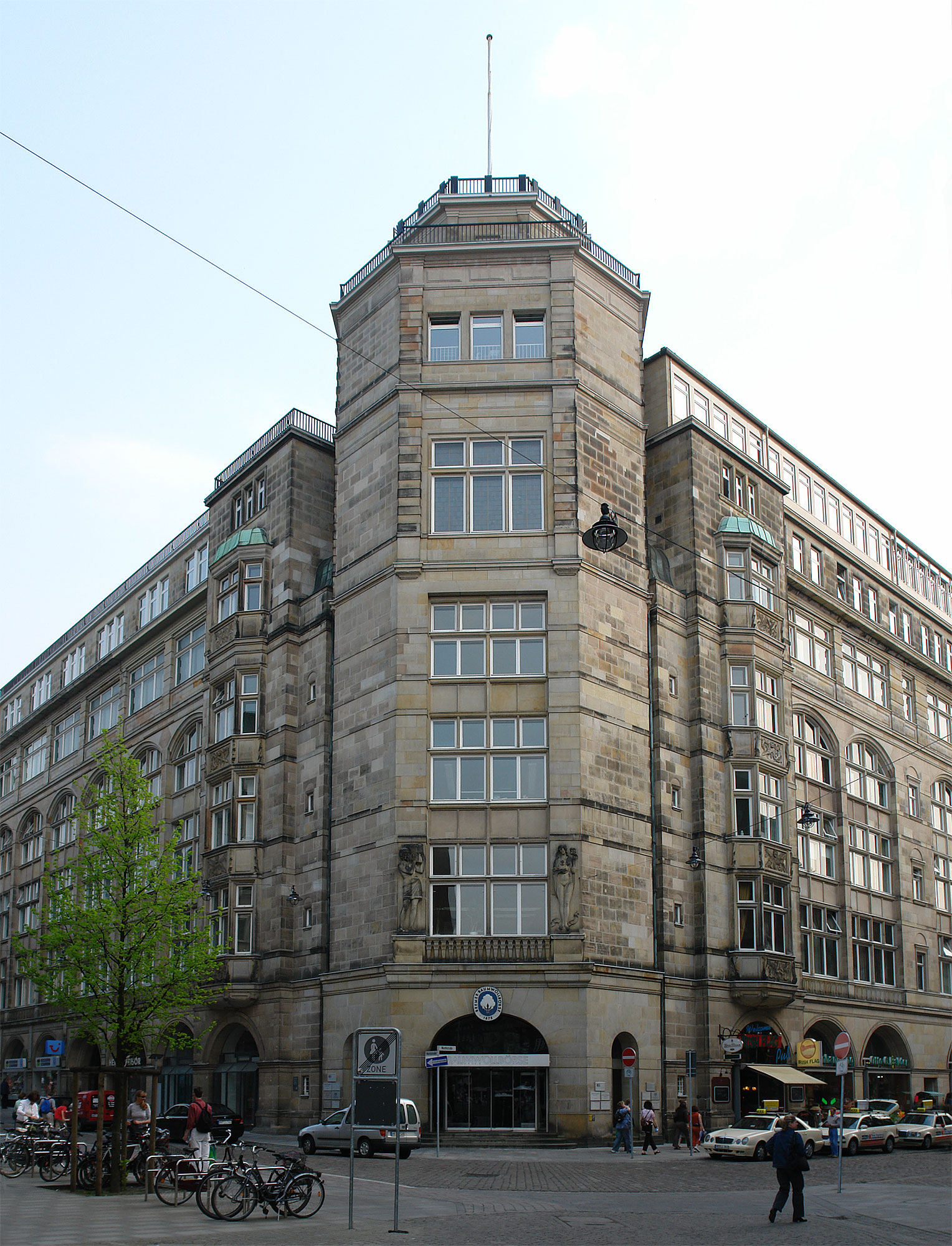
Baumwollbörse (Cotton exchange)
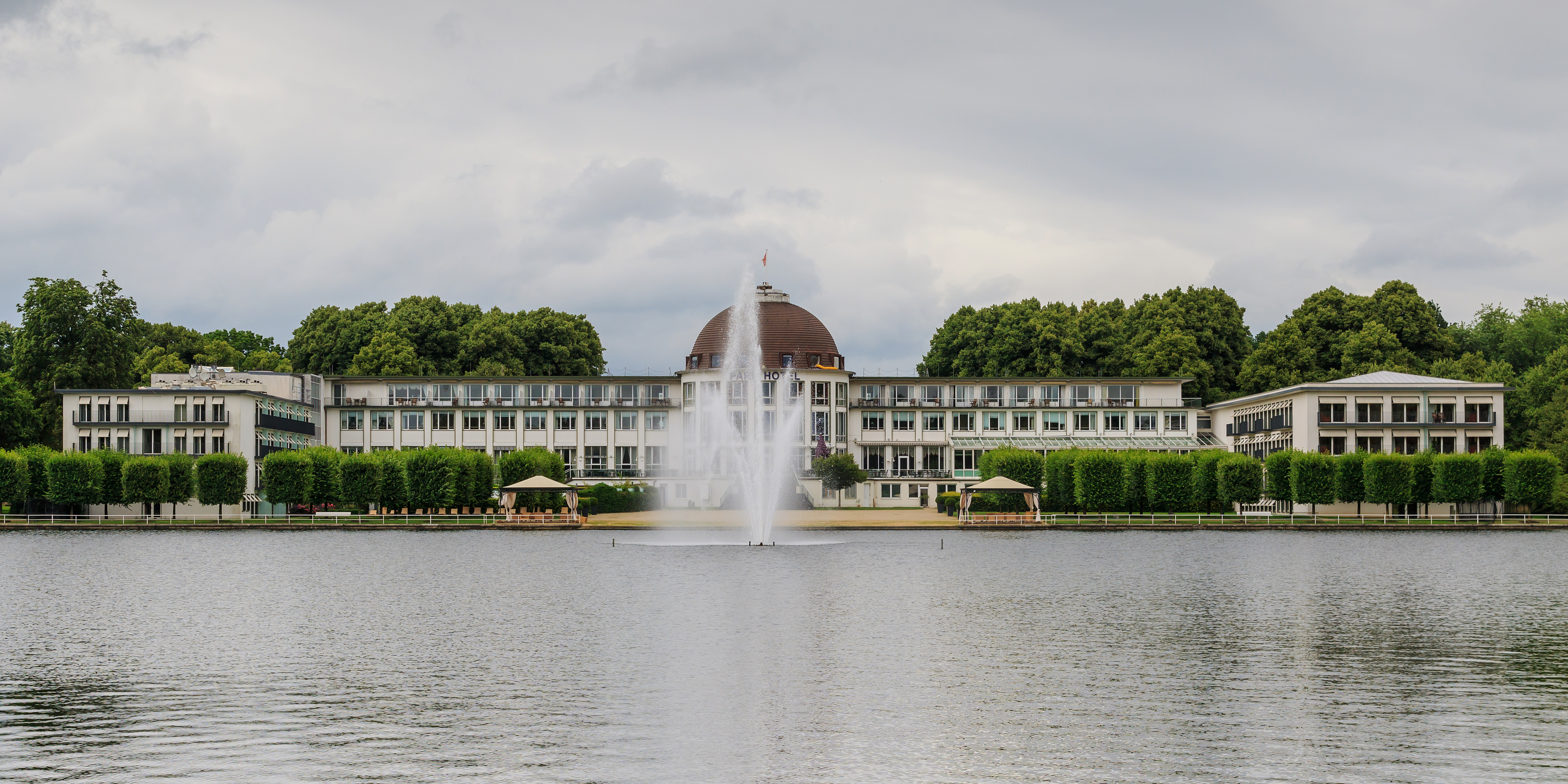
The Parkhotel in the Bürgerpark (central park)
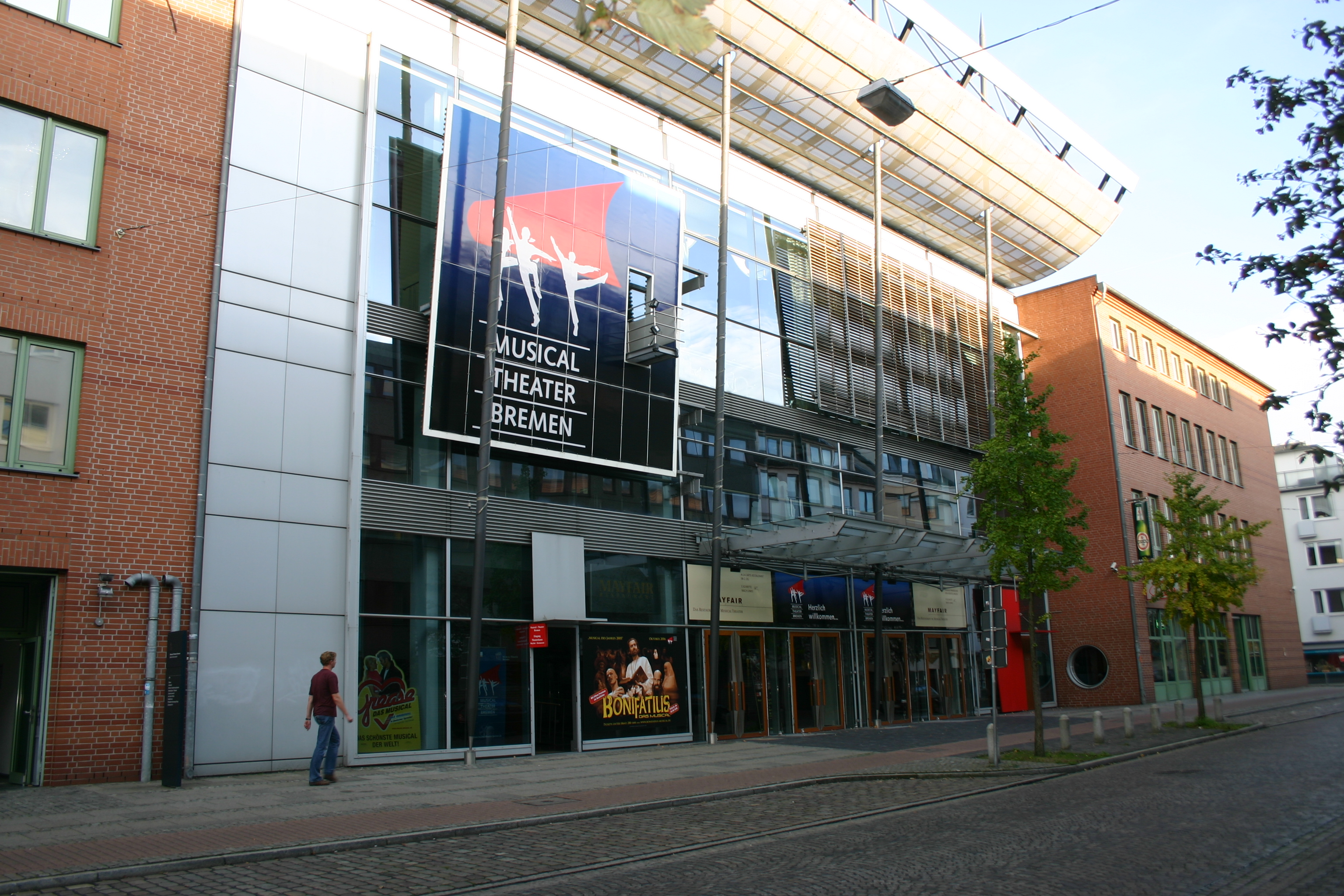
Musical-Theater
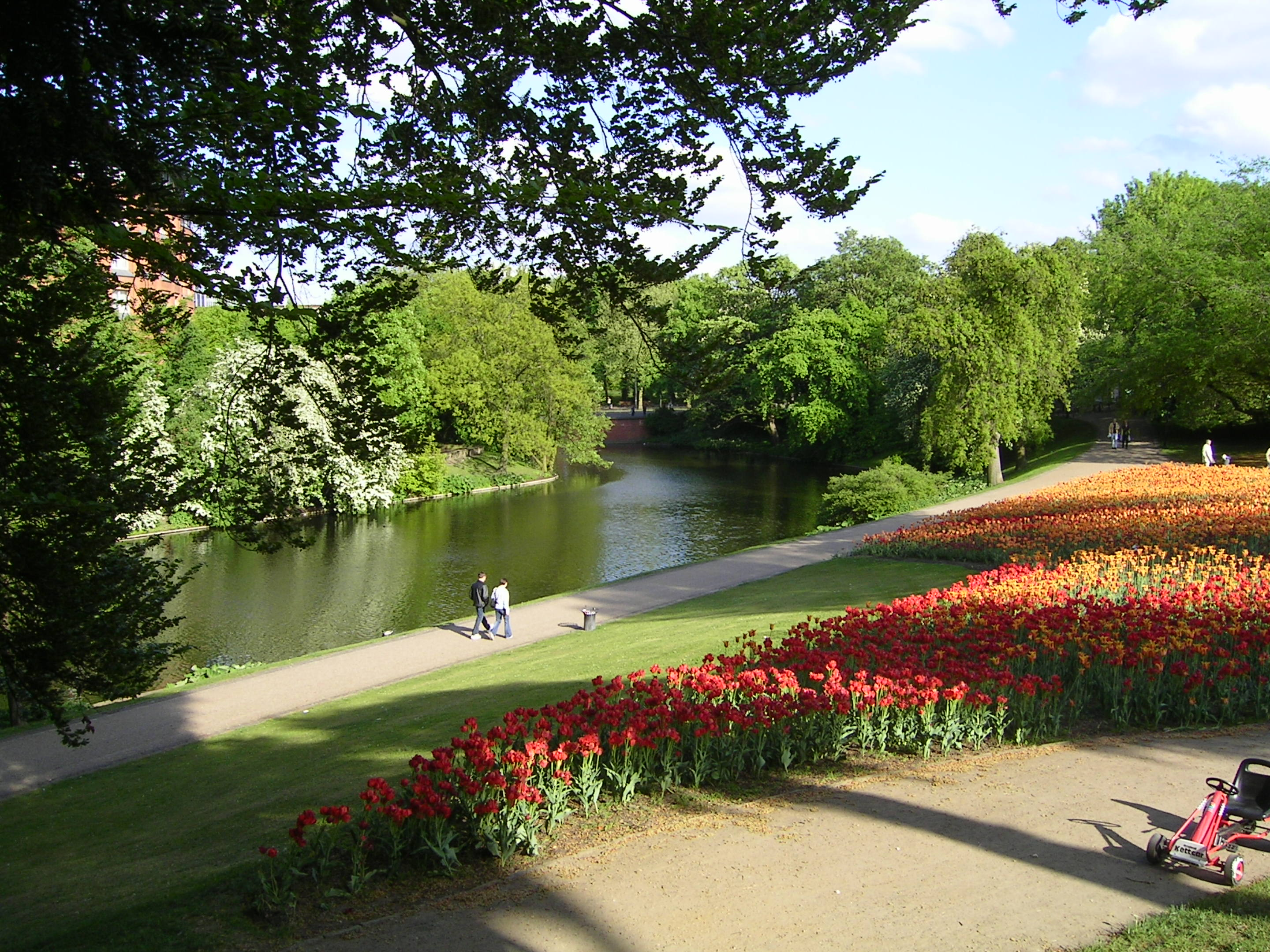
Parcul Central Wallanlagen
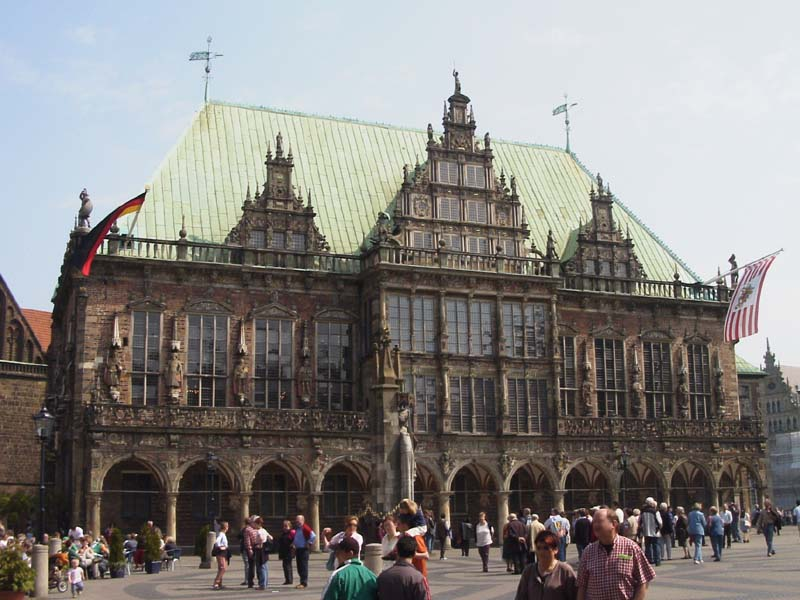
Primăria (Rathaus)
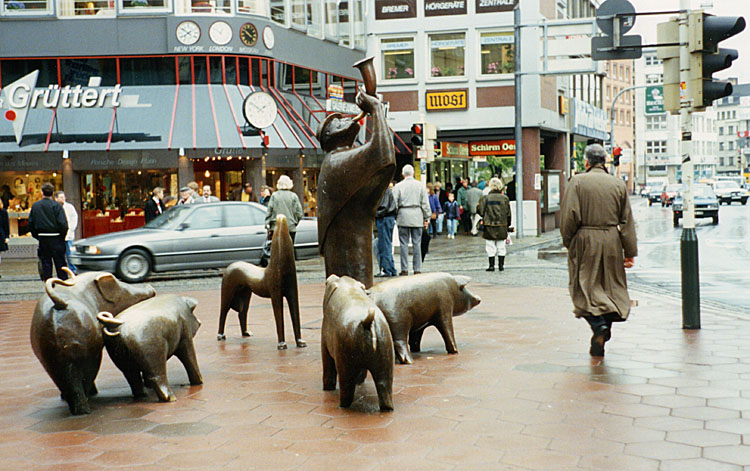
Swineherd and pigs sculpture in Bremen
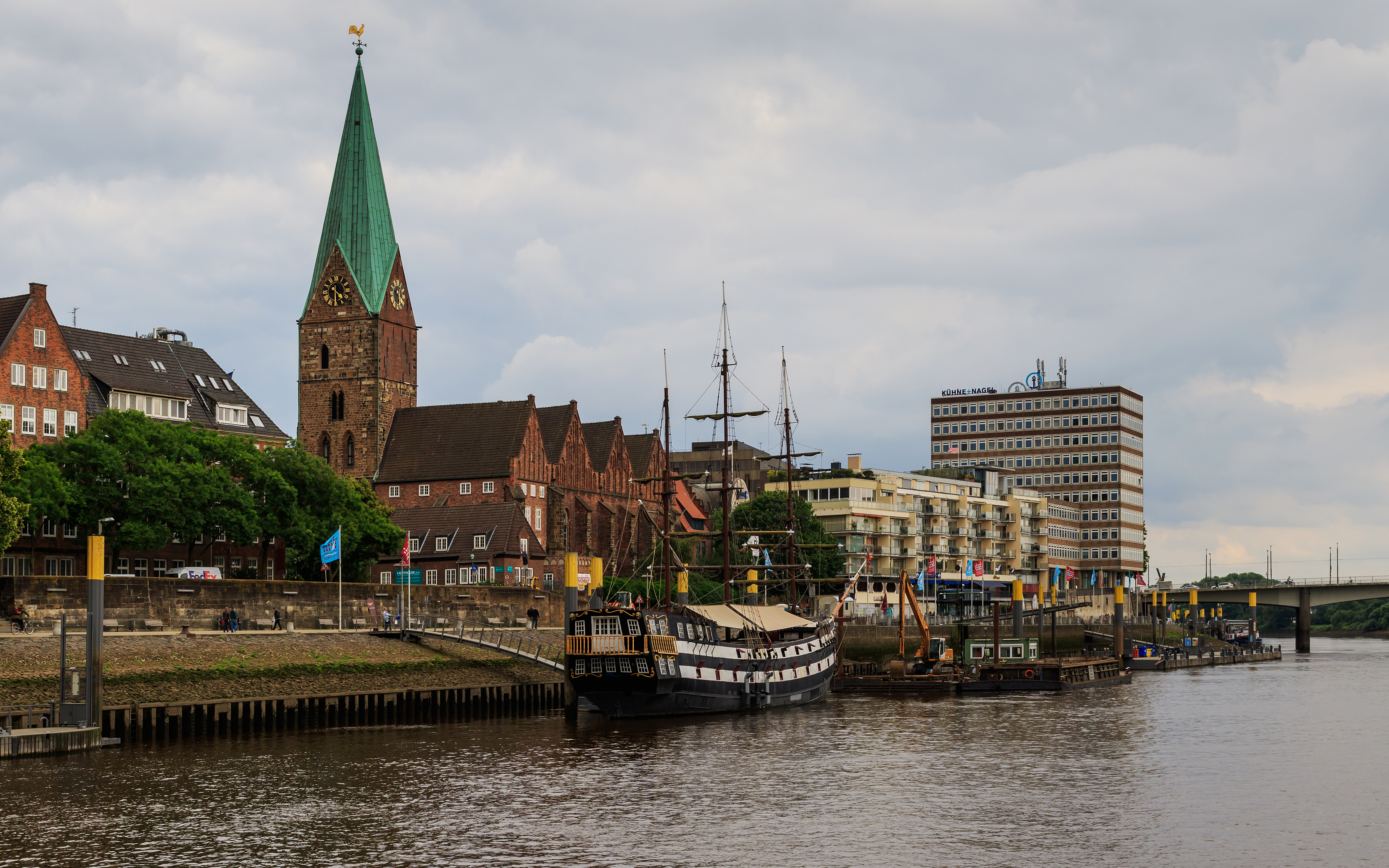
Râul Weser in Bremen
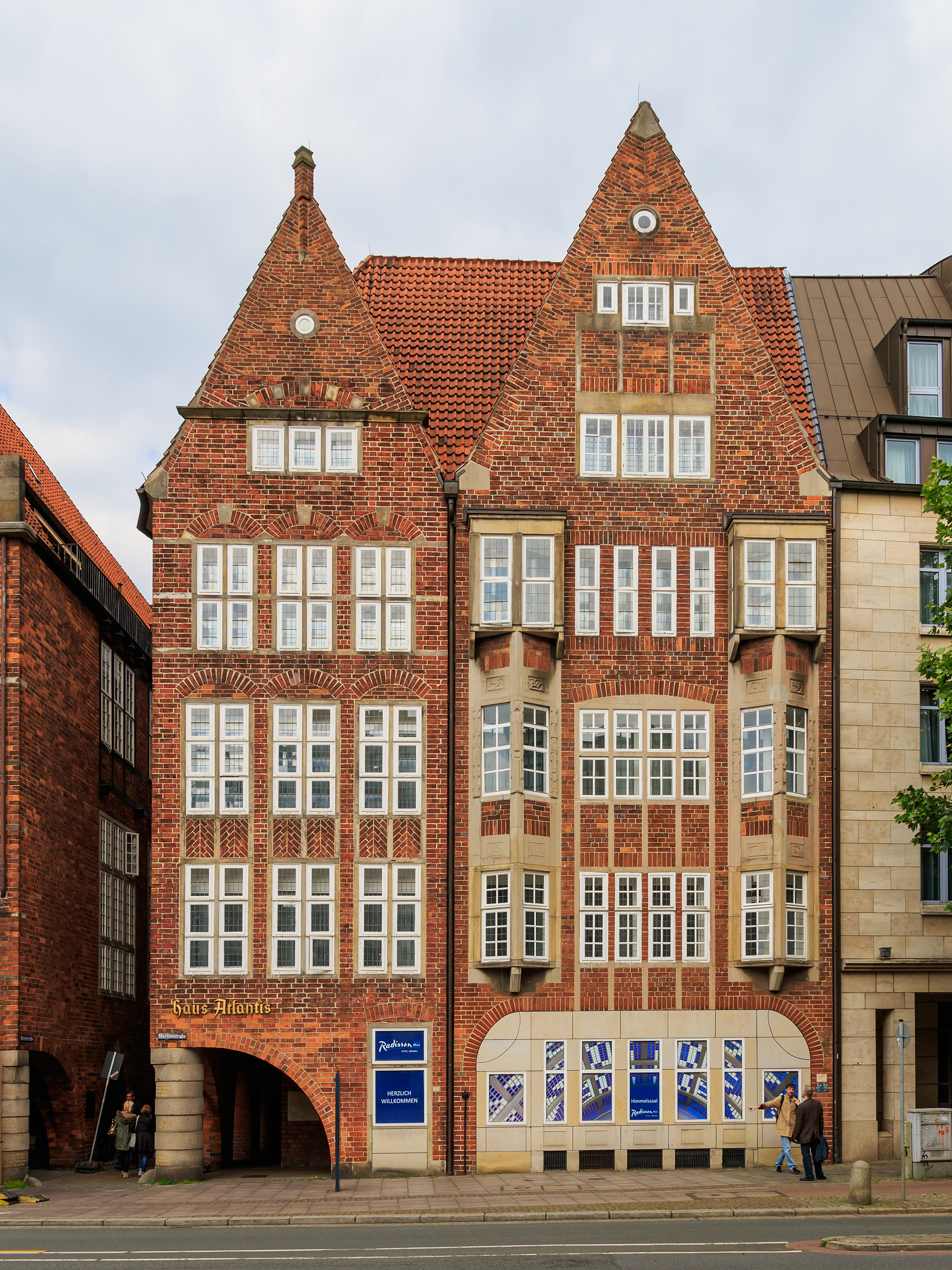
O clădire pe Böttcherstraße
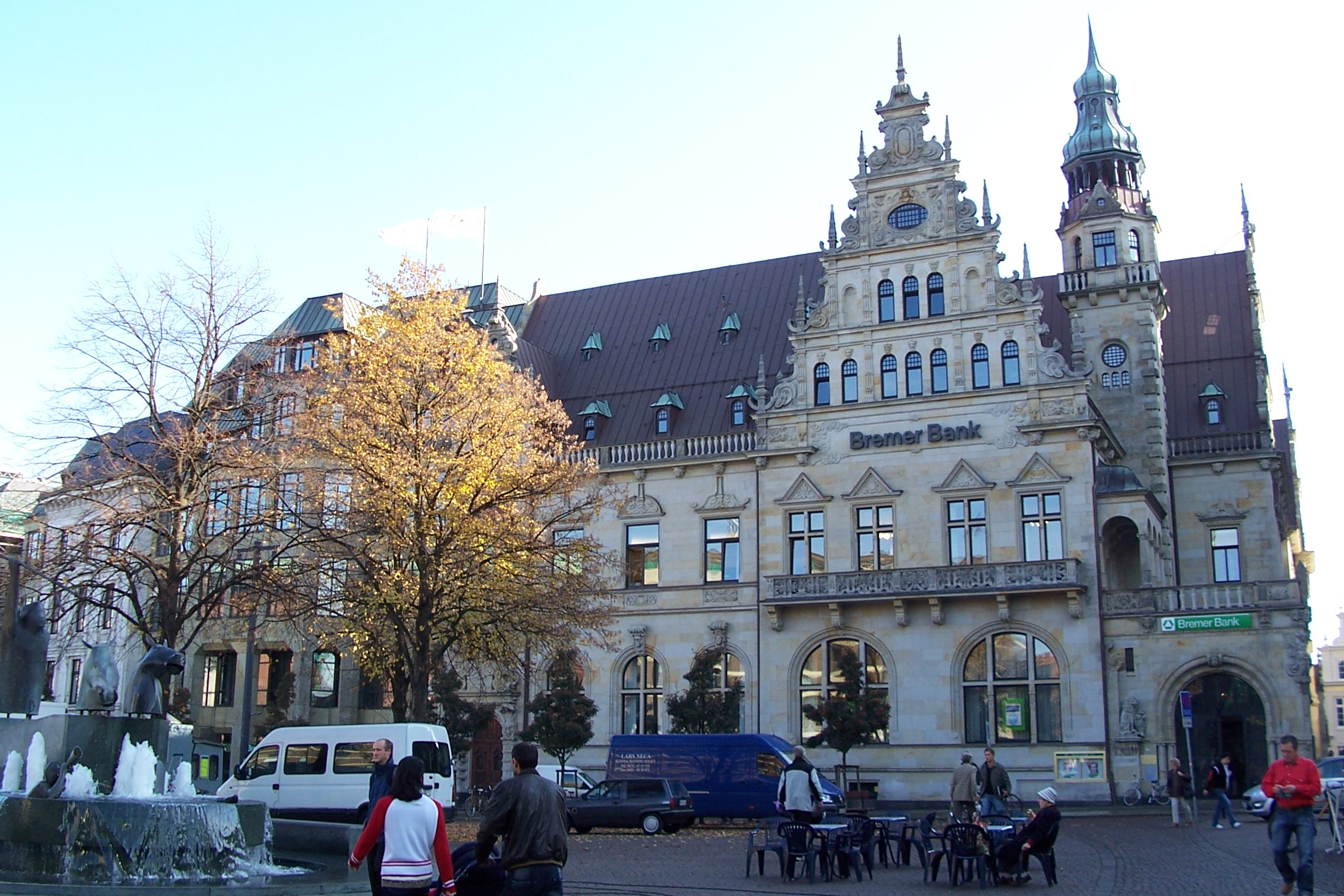
Bremer Bank
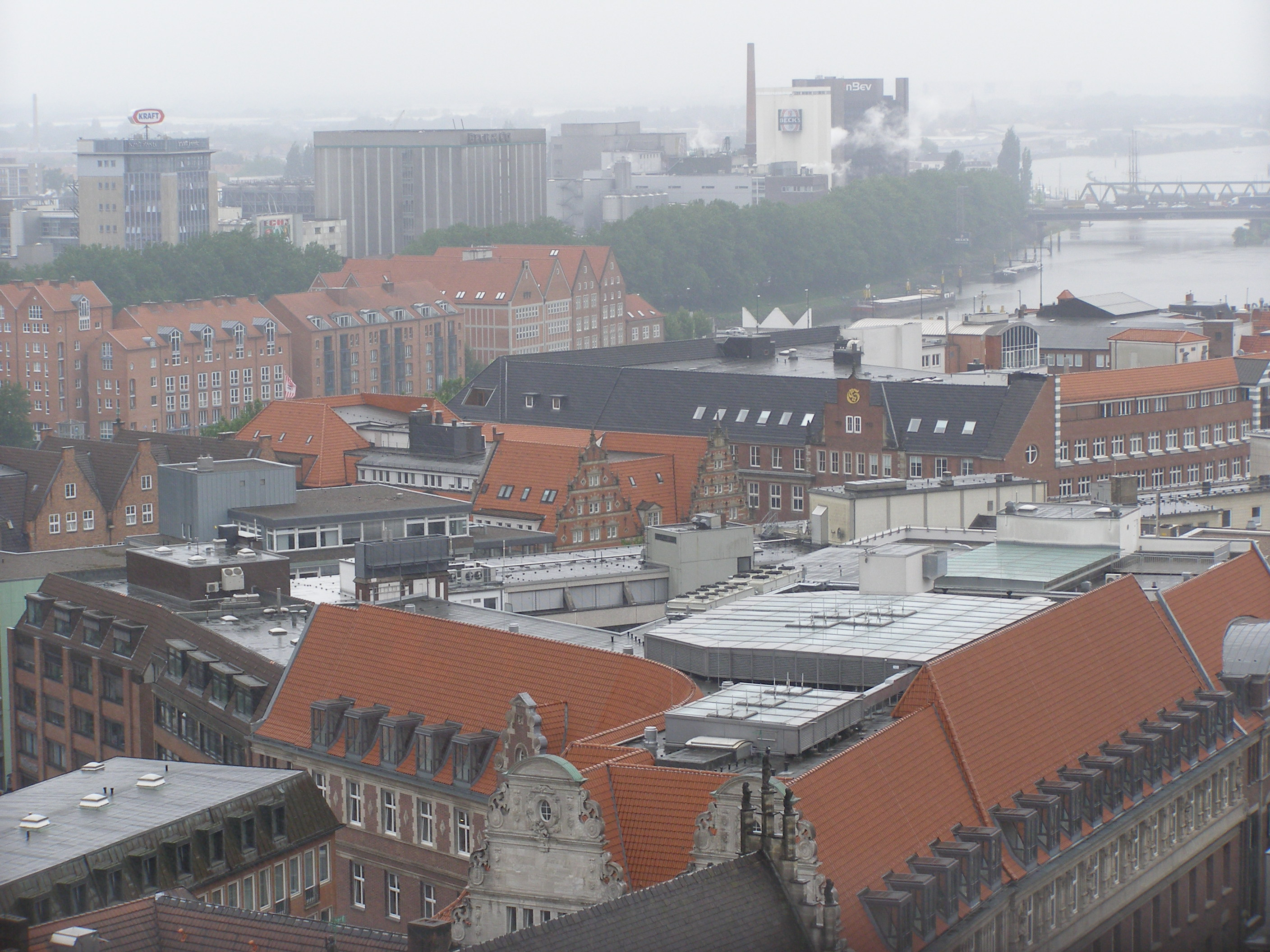
Bremen Central si râul Weser, văzute de la St. Petri Dom
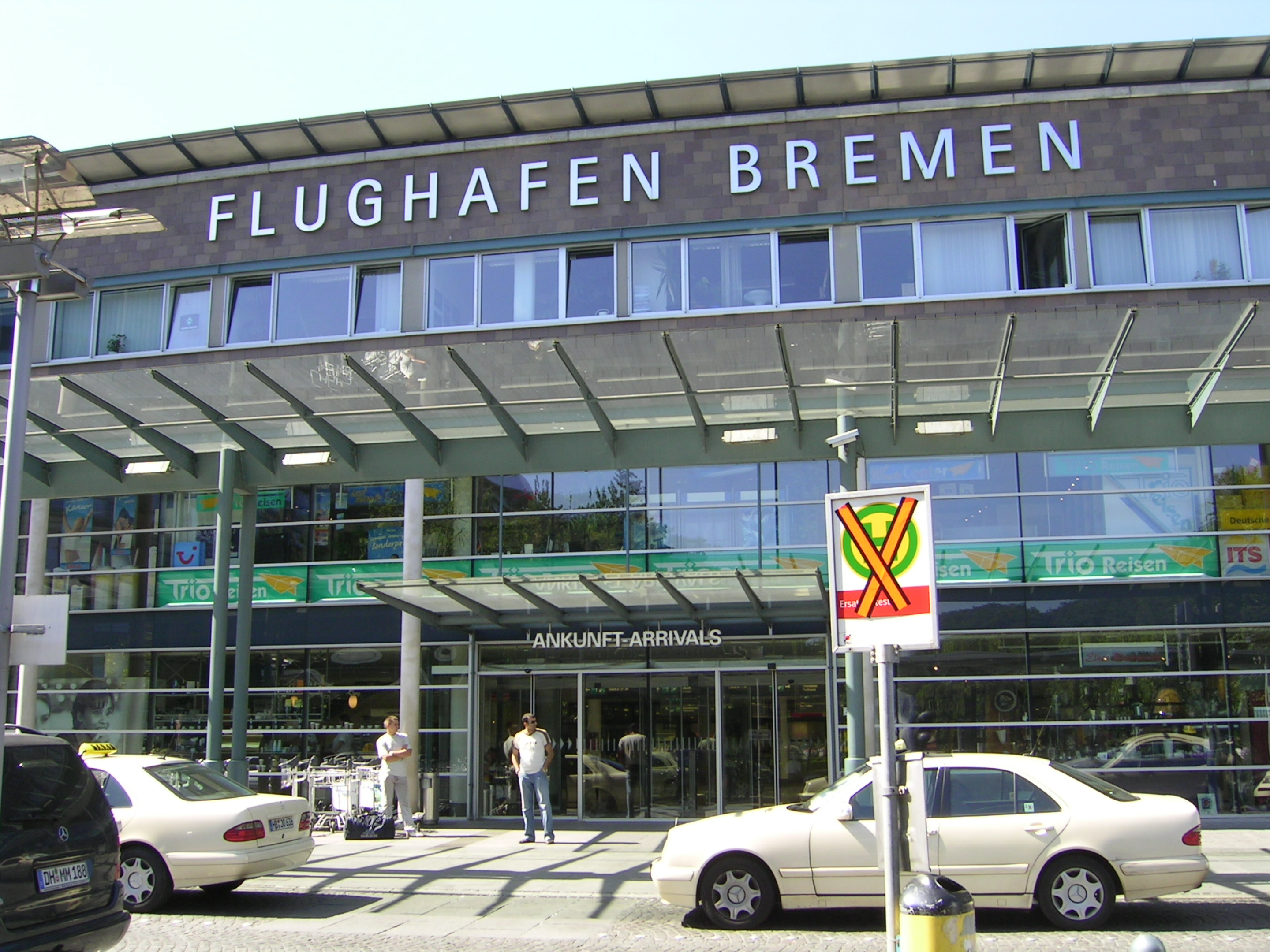
Bremen Airport
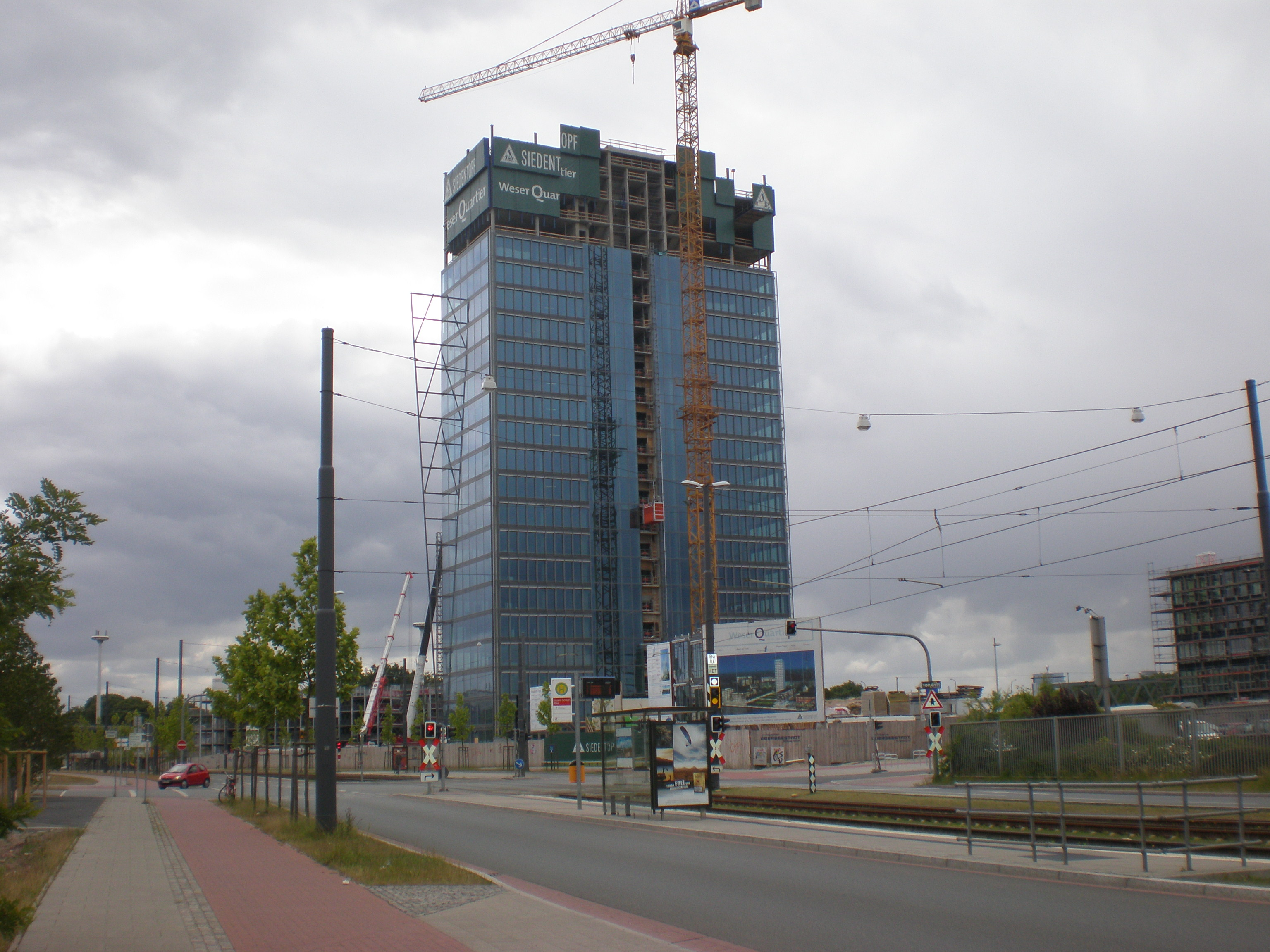
Zgârie-norul Weser Tower a fost construit in 2007-2009 și proiectat de  Helmut Jahn
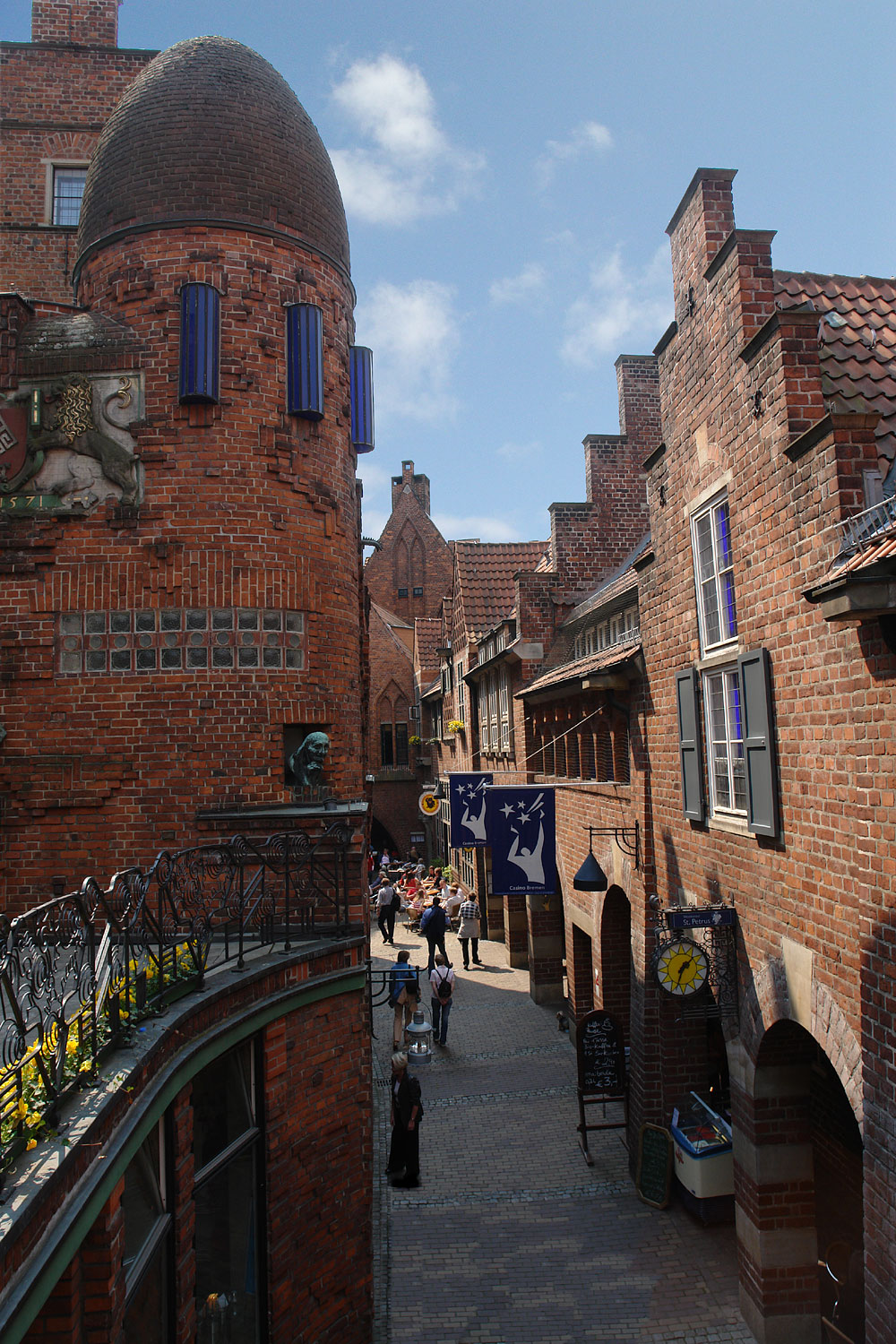
Böttcherstraße
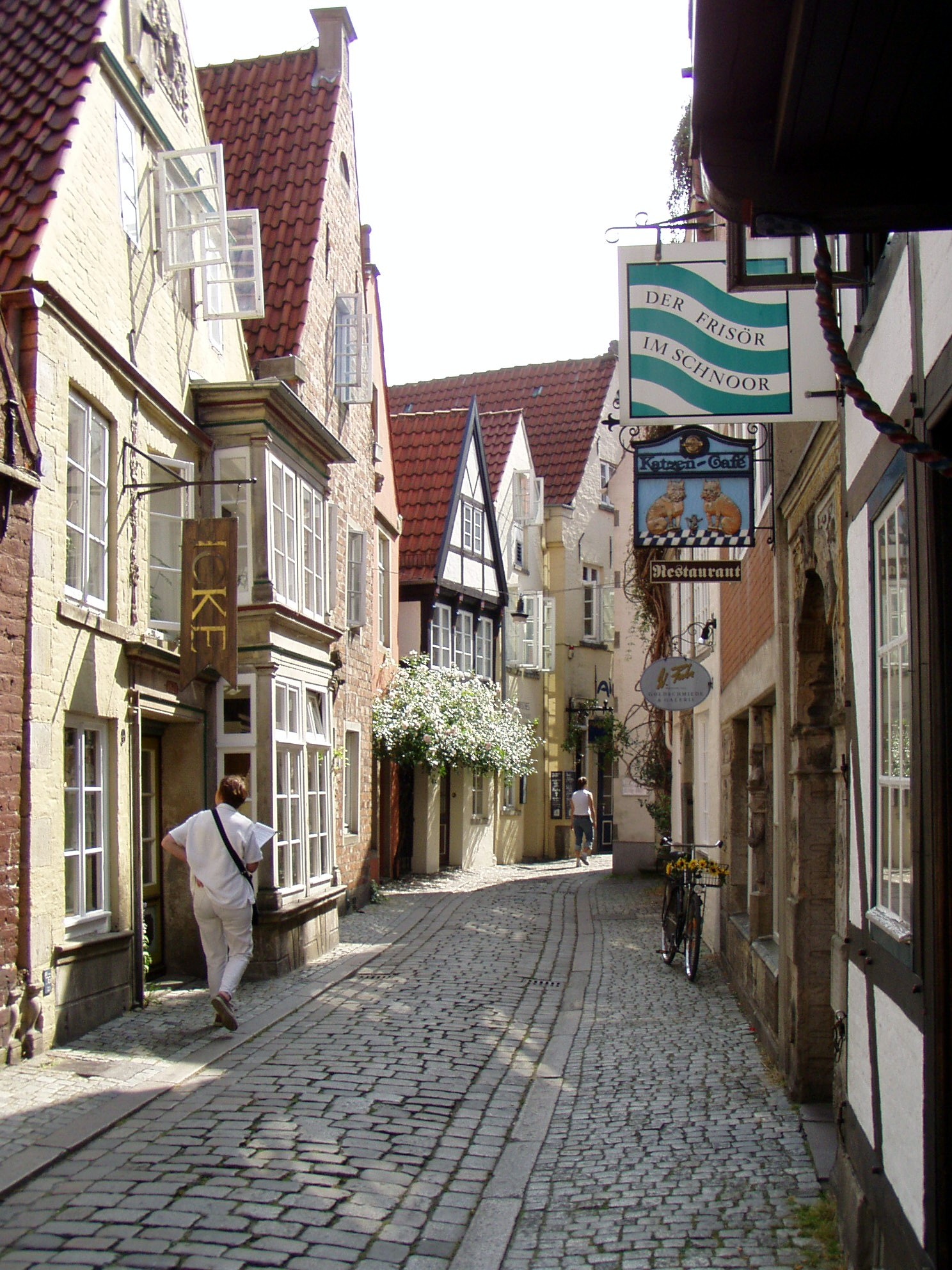
Schnoor
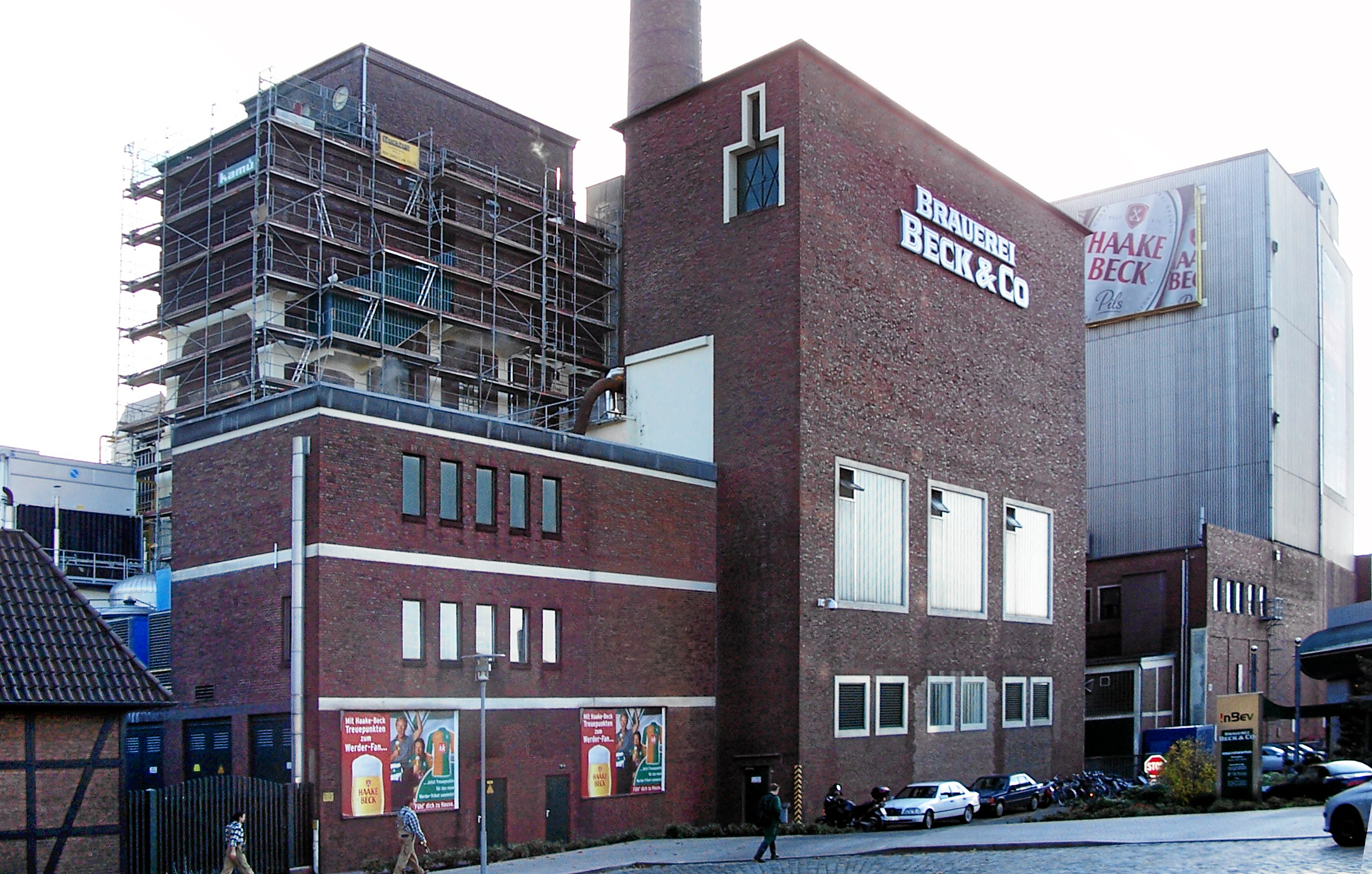
Beck & Co
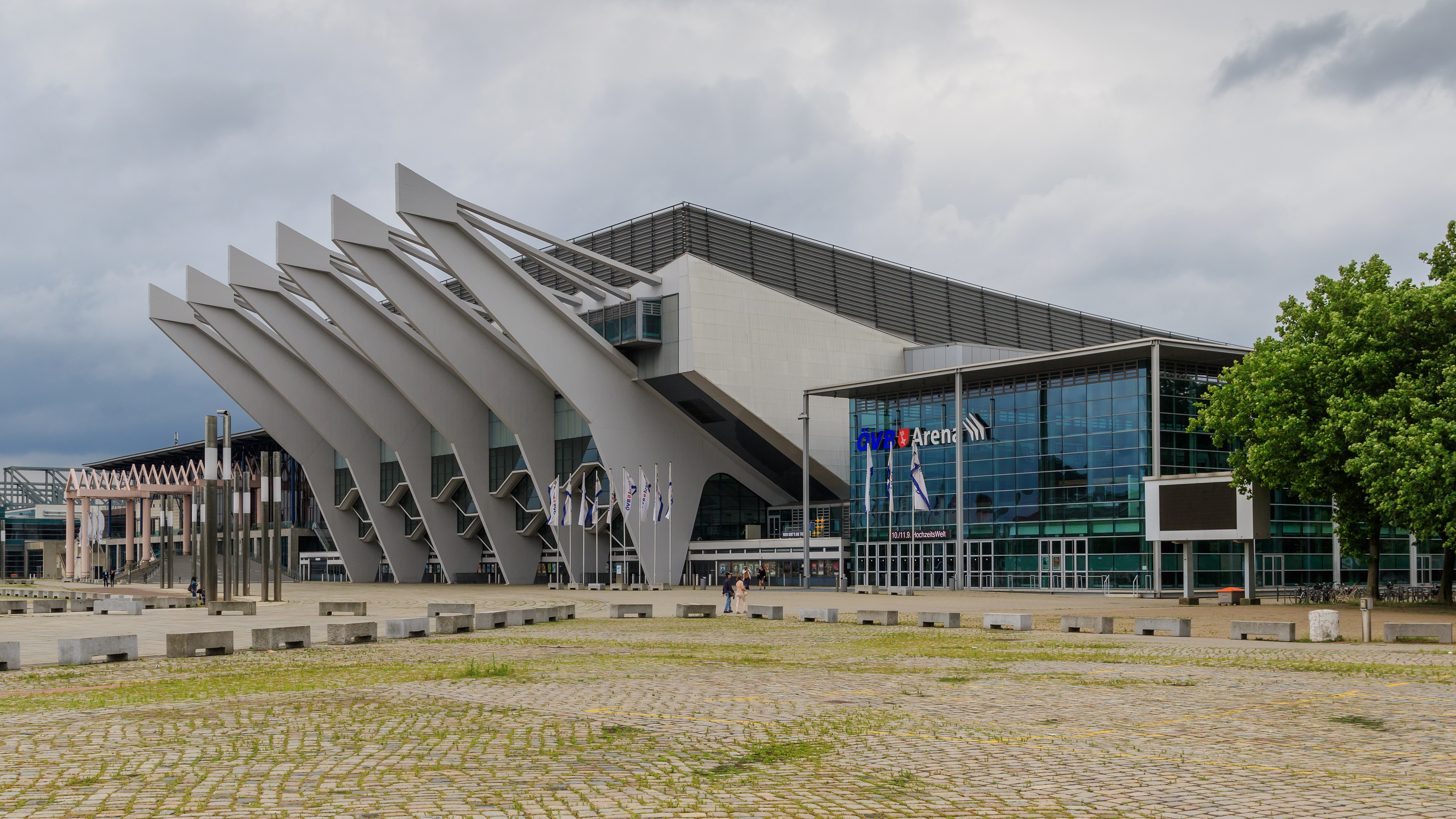
Bremen-Arena
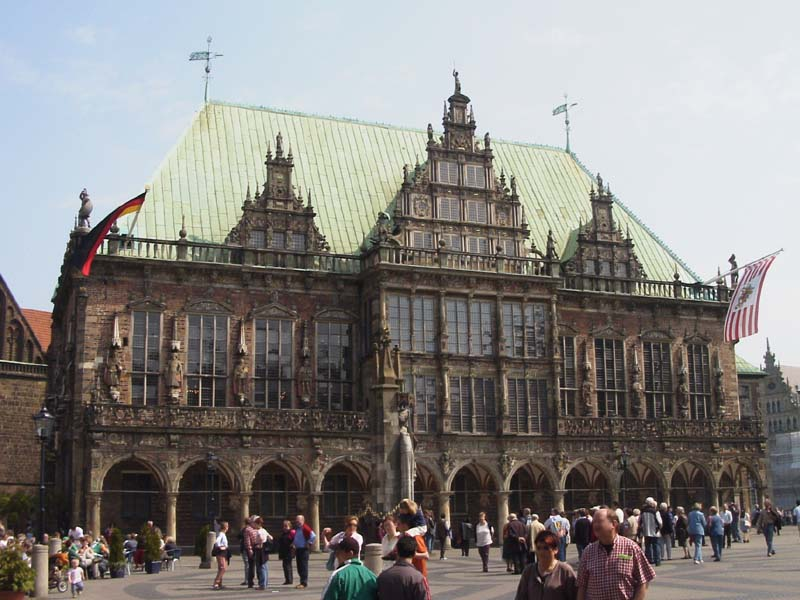
Primăria
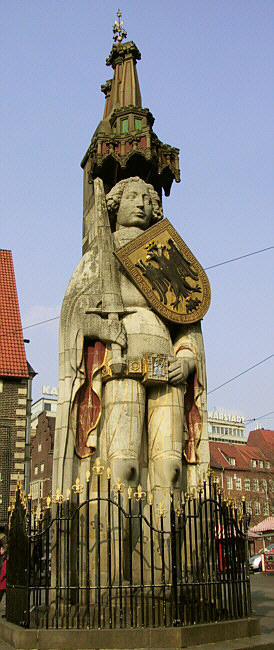
Statuia lui Roland